# پدرو بزان
پدرو بزان (انگلیسی: Pedro Bazán; ۲۶ مارس ۱۹۲۲ – ۲۶ مهٔ ۱۹۹۲) بازیکن فوتبال اهل اسپانیا بود.
از باشگاه‌هایی که در آن بازی کرده‌است می‌توان به باشگاه فوتبال دپورتیوو لاکرونیا اشاره کرد.
وی همچنین در تیم ملی فوتبال Spain B بازی کرده‌است.